# Devilman (film)
Pour le manga, voir Devilman.
Pour plus de détails, voir Fiche technique et Distribution.
Devilman (デビルマン) est un film japonais réalisé par Hiroyuki Nasu, sorti en 2004.

## Synopsis
Depuis des siècles, les démons ont dominé la Terre. Finalement emprisonnées dans la glace, ces forces démoniaques attendent patiemment la venue de l'Armageddon, lorsque Satan apparaîtra et les mènera à la victoire. Avec la fonte des glaces, la situation semble menaçante pour la Terre, mais grâce à son cœur pur, Akira est capable d'exploiter la puissance du démon Amon et devient alors Devilman. En utilisant ses nouvelles capacités, il se bat pour l'humanité. Mais alors que les démons reviennent, où se trouve Satan ?

## Fiche technique
- Titre : Devilman
- Titre original : デビルマン
- Réalisation : Hiroyuki Nasu
- Scénario : Machiko Nasu d'après le manga Devilman de Gō Nagai
- Musique : Hiro (en)
- Production : Rioko Tominaga
- Société de production : Bandai, Dynamic Productions, Radgar, TV Asahi et Toei Company
- Pays :  Japon
- Genre : Action, fantastique, horreur et thriller
- Format : Couleurs - 2,35:1 - Dolby Digital - 35 mm
- Durée : 116 minutes
- Dates de sortie : 
  -  Japon : 9 octobre 2004

## Distribution
- Hisato Izaki : Akira Fudō / Devilman
- Yūsuke Izaki : Ryō Asuka / Satan
- Ayana Sakai : Miki Makimura
- Ryūdō Uzaki : Keisuke Makimura, le père de Miki
- Yōko Aki : Emi Makimura, la mère de Miki
- Hirotarō Honda : le professeur Asuka
- Ai Tominaga : Sirene
- Asuka Shibuya : Miiko Kawamoto
- Shōta Sometani : Susumu
- Bob Sapp : Morrison, le présentateur
- Masaki Nishina : Masao Ushiku
- Mikio Ohsawa : Takao Shigemori
- Kazuhiko Kanayama : Aoyama
- Kitarō : Ueda
- Minoru Torihada : Tsukuda
- Masayuki Imai : Numata
- Mitsutoshi Shundo : Nagata
- Masakatsu Funaki : Jinmen
- Suzunosuke Tanaka : Roppei Musaka
- Takuji Kawakubo : Yoji
- Takamasa Nakayama : Minoru
- Hitomi Nakahodo : Saori
- Kana Ishikawa : Yuka
- Yuko Morimoto : Miho
- Ichirō Ogura : le père de Susumu
- Yoriko Dōguchi : la mère de Susumu

## Distinctions
Le film a reçu le prix des meilleurs effets spéciaux à l'Asia-Pacific Film Festival de 2004.